# إيغور إنغونغا
إيغور إنغونغا نوفال (بالإسبانية: Igor Engonga)‏ (مواليد 4 يناير 1995 في مدريد، إسبانيا) وهو لاعب كرة قدم غيني استوائي ويلعب لنادي تروبيزون على سبيل الإعارة من نادي سلتا فيغو. مركزه الأساسي هو الدفاع ويمكنه اللعب أيضًا في مركز وسط الملعب.

## الحياة الشخصية
إيغور هو ابن المدرب الوطني السابق لمنتخب غينيا الاستوائية، أوسكار إنغونغا وابن أخ لاعب كرة القدم الأسباني فيسينت إنغونغا.

## روابط خارجية
- إيغور إنغونغا على موقع الاتحاد الدولي (مؤرشف)  (الإنجليزية)
- إيغور إنغونغا على موقع قاعدة بيانات كرة القدم.إي يو (الإنجليزية)
- إيغور إنغونغا على موقع ناشيونال فوتبول تيمز (الإنجليزية)
- إيغور إنغونغا على موقع Soccerbase.com (لاعب) (الإنجليزية)
- إيغور إنغونغا على موقع Soccerway.com (الإنجليزية)
- إيغور إنغونغا على موقع كووورة